# Лауреаты Премии Правительства Российской Федерации в области образования (2021)
 Лауреаты Премии Правительства Российской Федерации в области образования 2021 года — перечень награждённых правительственной наградой Российской Федерации, присужденной за достижения в образовательной деятельности.
Лауреаты определены Распоряжением Правительства РФ от 24 сентября 2021 г. № 2655-р на основании решения Межведомственного совета по присуждению премий Правительства в области образования.

## О Премии
Премия учреждена постановлением Правительства РФ от 28 августа 2013 года N 744 в целях развития образования, создания эффективных технологий обучения и совершенствования системы премирования. Учреждено десять ежегодных премий в области образования в размере 2 млн рублей каждая.

## Лауреаты и другая информация
1. Максимовской Людмиле Николаевне, заведующей кафедрой федерального государственного бюджетного образовательного учреждения высшего образования «Московский государственный медико-стоматологический университет имени А. И. Евдокимова» Министерства здравоохранения Российской Федерации (посмертно), Максимовскому Юрию Михайловичу, заведующему кафедрой (посмертно), Янушевичу Олегу Олеговичу, академику Российской академии наук, ректору, докторам медицинских наук, профессорам, — работникам того же учреждения, — за цикл трудов «Разработка инновационных подходов к преподаванию терапевтической стоматологии на разных уровнях образования».
2. Разлогову Кириллу Эмильевичу, начальнику отдела федерального государственного бюджетного образовательного учреждения высшего образования «Всероссийский государственный институт кинематографии имени С. А. Герасимова», доктору искусствоведения, профессору, Каптереву Сергею Кирилловичу, главному специалисту отдела, Кочеляевой Нине Александровне, ведущему специалисту отдела, кандидату исторических наук, Торопыгиной Марине Юрьевне, доценту кафедры, кандидату искусствоведения, — работникам того же учреждения; Малышеву Антону Владимировичу, исполнительному директору Фонда развития современного кинематографа «КИНОПРАЙМ», доктору психологических наук, кандидату экономических наук, — за научно-практическую разработку «Разработка, апробация и диссеминация инновационной модели включения экранных искусств в образовательные процессы».
3. Клейбергу Юрию Александровичу, президенту автономной некоммерческой организации развития образования и науки «Академия национального образования и науки», доктору педагогических наук, профессору, — за комплект учебно-методических пособий «Психология девиантного поведения».
4. Бордовской Нине Валентиновне, профессору кафедры федерального государственного бюджетного образовательного учреждения высшего образования «Санкт-Петербургский государственный университет», доктору педагогических наук, профессору, Розуму Сергею Ивановичу, бывшему доценту кафедры того же учреждения, кандидату психологических наук, доценту, — за учебник «Психология и педагогика».
5. Дедову Ивану Ивановичу, президенту федерального государственного бюджетного учреждения «Национальный медицинский исследовательский центр эндокринологии» Министерства здравоохранения Российской Федерации, Мельниченко Галине Афанасьевне, заместителю директора того же учреждения, академикам Российской академии наук; Фадееву Валентину Викторовичу, члену-корреспонденту Российской академии наук, заведующему кафедрой Института клинической медицины им. Н. В. Склифосовского федерального государственного автономного образовательного учреждения высшего образования Первый Московский государственный медицинский университет имени И. М. Сеченова Министерства здравоохранения Российской Федерации (Сеченовский Университет), докторам медицинских наук, профессорам, — за учебник «Эндокринология».
6. Гнатышиной Елене Александровне, директору Профессионально-педагогического института федерального государственного бюджетного образовательного учреждения высшего образования «Южно-Уральский государственный гуманитарно-педагогический университет», Увариной Наталье Викторовне, профессору кафедры, докторам педагогических наук, профессорам, Корнеевой Наталье Юрьевне, заведующей кафедрой, Корнееву Дмитрию Николаевичу, Савченкову Алексею Викторовичу, доцентам кафедр, кандидатам педагогических наук, доцентам, — работникам того же учреждения, — за комплекс научно-практических исследований и разработок для системы общего и дополнительного образования «Безопасность пространства образования».
7. Тихомировой Татьяне Николаевне, члену-корреспонденту Российской академии образования, ведущему научному сотруднику лаборатории федерального государственного бюджетного научного учреждения «Психологический институт Российской академии образования», доктору психологических наук, Малых Артёму Сергеевичу, лаборанту лаборатории того же учреждения; Драгановой Оксане Александровне, директору государственного (областного) бюджетного учреждения Центр развития семейных форм устройства, социализации детей, оставшихся без попечения родителей, и профилактики социального сиротства «СемьЯ», кандидату психологических наук; Кузнецовой Ирине Вениаминовне, директору государственного учреждения Ярославской области "Центр профессиональной ориентации и психологической поддержки «Ресурс», кандидату психологических наук, — за научно-практическую разработку «[[Создание психолого-педагогических условий индивидуализации обучения в системе общего образования на основе данных о когнитивных механизмах индивидуальных различий в академической успешности]]».
8. Артемьеву Игорю Анатольевичу, директору государственного бюджетного профессионального образовательного учреждения города Москвы «Московский государственный образовательный комплекс», кандидату педагогических наук; Базеру Олегу Эдуардовичу, заместителю генерального директора автономной некоммерческой организации «Агентство развития профессионального мастерства (Ворлдскиллс Россия)», Тымчикову Алексею Юрьевичу, заместителю генерального директора — техническому директору той же организации; Колевайко Юрию Андреевичу, заместителю директора федерального государственного бюджетного образовательного учреждения "Всероссийский детский центр «Орлёнок», Сайфутдиновой Ларисе Рафиковне, начальнику управления того же учреждения, кандидату педагогических наук, — за научно-практическую разработку по подготовке и реализации тематических дополнительных общеобразовательных программ «Профильные техноотряды» по формированию осознанности подростков в ситуации профессионального выбора, реализуемых в форме сетевого партнерства образовательных организаций и индустриальных партнеров.
9. Давыдовой Наталье Геннадьевне, директору автономной некоммерческой организации «Институт консалтинга экологических проектов», кандидату технических наук, Косарикову Александру Николаевичу, научному руководителю той же организации, доктору экономических наук, профессору; Веницианову Евгению Викторовичу, главному научному сотруднику лаборатории федерального государственного бюджетного учреждения науки Институт водных проблем Российской академии наук, доктору физико-математических наук, профессору, — за научно-практическую разработку «[[Система дополнительного адаптационного образования старшеклассников, совмещенного с всероссийским конкурсом выполняемых в процессе обучения проектов: разработка и практика устойчивого функционирования]]».
10. Акишиной Екатерине Михайловне, директору федерального государственного бюджетного научного учреждения «Институт художественного образования и культурологии Российской академии образования», Лыковой Ирине Александровне, главному научному сотруднику лаборатории, доценту, докторам педагогических наук, Кожевниковой Виктории Витальевне, старшему научному сотруднику лаборатории, кандидату педагогических наук, — работникам того же учреждения, — за научно-практическую разработку «[[Комплект программно-методических материалов для внедрения инновационной модели социокультурной среды в дошкольных образовательных организациях Российской Федерации]]».